# Kameleon lamparci
Kameleon lamparci (Furcifer pardalis) – gatunek jaszczurki z rodziny kameleonowatych (Chamaeleonidae), występujący na Madagaskarze oraz pobliskich wyspach.

## Wygląd
Kameleon lamparci osiąga długość ciała do 52 cm. Ubarwienie ciała jest bardzo różnorodne. Uchodzi za gatunek kameleonów najlepiej radzący sobie ze zmianą barwy ciała.

## Ochrona
Gatunek jest objęty konwencją waszyngtońską  CITES (załącznik II).